# Geierfalken
Die Geierfalken (Polyborini) oder Karakaras sind eine in der Neuen Welt vorkommende Vogelgruppe, die zur Familie der Falkenartigen (Falconidae) gehört. Die Geierfalken umfassen 6 Gattungen und 11 rezente Arten.

## Lebensraum und Lebensweise
Geierfalken sind in Süd- und Mittelamerika heimisch, eine Art, der Schopfkarakara (Caracara plancus), hat ein Verbreitungsgebiet bis in die südlichen USA.
Anders als die Eigentlichen Falken sind Geierfalken keine schnell fliegenden Jäger, sondern bezüglich der Nahrung eher anpassungsfähige Opportunisten. Neben Insekten, Würmern und kleinen Wirbeltieren haben sich viele der Arten auf Aas als leicht erreichbare Hauptnahrung spezialisiert. Auch Abfälle aus menschlichen Siedlungen zählen bei manchen Arten zum Nahrungsspektrum.

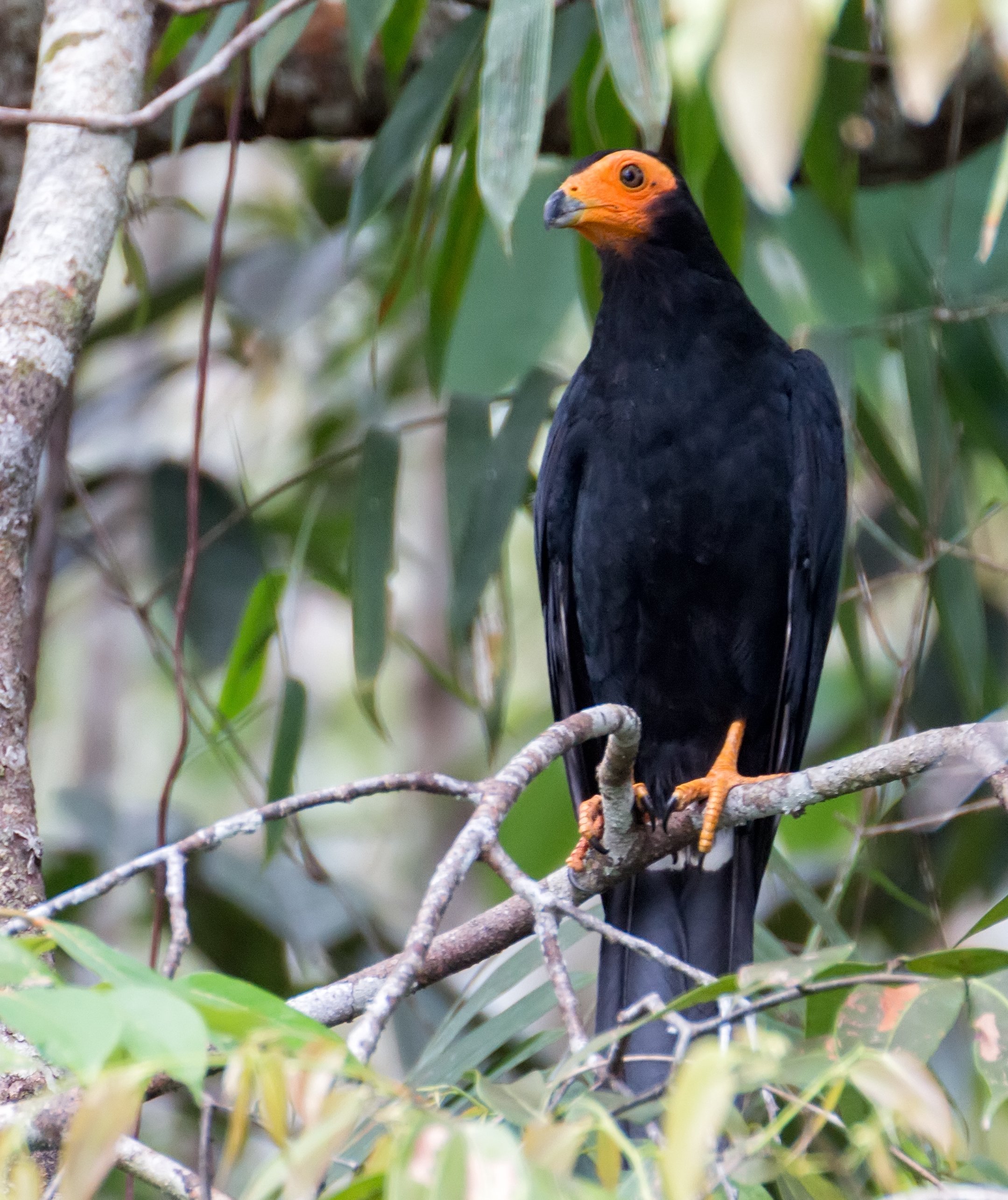
Gelbkehlkarakara (Daptrius ater)

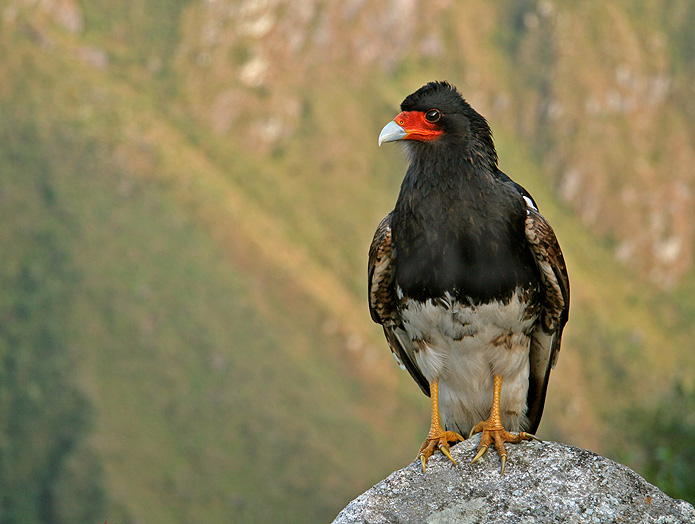
Bergkarakara (Phalcoboenus megalopterus)

## Gattungen und Arten
Unterfamilie Geierfalken (Karakaras)
- Daptrius
  - Gelbkehlkarakara (Daptrius ater)

- Ibycter
  - Rotkehlkarakara (Ibycter americanus)

- Schopfkarakaras (Caracara) – 4 Arten
  - Schopfkarakara (Caracara plancus)
  - † Guadalupe-Karakara (Caracara lutosa)
  - Karibikkarakara (Caracara cheriway)
  - † Caracara tellustris[2]
- Chimangos (Milvago) – 2 Arten
  - Chimangokarakara (Milvago chimango)
  - Gelbkopfkarakara (Milvago chimachima)

- Bergkarakaras (Phalcoboenus) – 4 Arten
  - Streifenkarakara (Phalcoboenus carunculatus)
  - Bergkarakara (Phalcoboenus megalopterus)
  - Weißkehlkarakara (Phalcoboenus albogularis)
  - Falklandkarakara (Phalcoboenus australis)

- Spiziapteryx[3][4]
  - Tropfenfalke (Spiziapteryx circumcincta)

## Systematik
Der Name „Karakara“ (bzw. Caracara) ist erstmals 1648 in der Historia Naturalis Brasiliae als einheimischer – also indianischer – Name eines in Brasilien anzutreffenden Greifvogels dokumentiert; allerdings ist fraglich, ob das dort abgebildete Tier tatsächlich einen Karakara darstellt oder vielmehr eine Weißbrauenweihe (Circus buffoni).
Die Geierfalken wurden traditionell als eigene Unterfamilie der Falconidae geführt. Eine phylogenetische Untersuchung der Falken ergab jedoch, dass die Lachfalken und Waldfalken (Unterfamilie Herpetotherinae) die Schwestergruppe aller übrigen Falkenarten sind. Das South American Classification Committee (SACC) der American Ornithologists’ Union ordnete die Gattungen der Geierfalken deshalb zusammen mit den Gattungen Falco, Microhierax und Polihierax in die Unterfamilie Falconinae ein. Die Geierfalken bilden dort die Tribus Polyborini.